# Río Seco (Valledupar)
Río Seco es uno de los 26 corregimientos del municipio colombiano de Valledupar, ubicada al norte, al piedemonte de las montañas de la Sierra Nevada de Santa Marta, en el departamento del Cesar. El corregimiento hace parte del Resguardo indígena Kankuamo. 

## Geografía
Limita hacia el norte con los corregimientos de Atanquez y Los Haticos; Hacia el nororiente con el corregimiento de Patillal y al oriente con el corregimiento de La Vega Arriba. Hacia el suroriente limita con el corregimientos de El Alto de La Vuelta, Las Raíces y Los Corazones. Al sur limita con la zona rural de Valledupar; al suroccidente con el corregimiento de Azúcar Buena; al occidente con el corregimiento de Sabana Crespo y al noroccidente con el corregimiento de Chemesquemena. 
El corregimiento también hace parte de la cuenca del río Cesar y el río Guatapurí. el río Seco atraviesa el corregimiento y desemboca en el río Cesar, en inmediaciones de El Jabo y Guacoche. El río Guatapurí conforma su límite occidental.

## Historia
El asentamiento de Río Seco fue fundado el 18 de enero de 1931. Fue erigido corregimiento el 28 de agosto de 1973 por Acuerdo municipal 014 de Valledupar. 
El 12 de abril de 2003, entró a formar parte del Resguardo Indígena de la etnia Kankuama, constituido bajo resolución n.º 012 de abril de 2003 por del Instituto Colombiano de la Reforma Agraria (INCORA).
Tras el Proceso de desmovilización de paramilitares en Colombia a mediados de la década de 2000. A 2014, desmovilizados paramilitares y otras bandas criminales (Bacrim) provenientes del municipio de La Paz, Cesar, empezaron a comercializar combustible de contrabando procedente de Venezuela. Estas mafias, autodenominadas 'Autodefensas Gaitanistas' y llamadas ahora 'Clan Úsuga', se aprovechan de la diferencia de precios entre ambos países para contrabandear, en especial productos como la gasolina, alimentos, productos de primera necesidad, armas y drogas. El contrabando en río Seco ha sido promovido por la mafia de 'Los Curicheros' y su jefe, el narco, contrabandista y paramilitar, Marquitos Figueroa. Tras la Crisis entre Colombia y Venezuela de 2015 el comercio de productos ilegales se ha reducido.

## Organización político-administrativa
La máxima autoridad del corregimiento es el corregidor.

### Corregimiento
El corregimiento de Río Seco cuenta con una vereda, llamada Murillo.

## Transporte
El corregimiento es atravesado por la carretera de la Ruta Nacional 80, tramo Alterno 04A vía Valledupar-San Juan del Cesar.